# Augusto Righi
Augusto Righi (Bolonia, 27 de agosto de 1850 - Bolonia, 8 de junio de 1920) fue un físico italiano. Desempeñó un rol importante en el desarrollo del electromagnetismo.

## Biografía
Hijo de Francesco Righi (1807-1872) y Giuseppina Zanelli, estudió matemáticas en la Universidad de Bolonia durante cuatro años, y después se licenció en Ingeniería Civil en 1872. Entre 1873 y 1880 fue profesor de física en el Instituto Técnico de Bolonia. Durante ese tiempo estuvo trabajando en la creación de un teléfono, pero no tuvo éxito comercial.
En 1880 y hasta 1885 aceptó un puesto de profesor de física en la Universidad de Palermo, donde tuvo por alumno a O. M. Corbino, que posteriormente sería director del instituto de física de la Universidad de Roma. Más tarde enseñó en la Universidad de Padua, hasta 1889, año en el que regresa a su ciudad natal. A partir de 1903 trabajó en la Universidad de Bolonia (al mismo tiempo que fue senador), donde permaneció hasta su fallecimiento.
Inventó un oscilador eléctrico cuando todavía el campo de la radiación electromagnética estaba en sus primeras etapas, el cual fue utilizado ampliamente para la creación de ondas hertzianas.
También descubrió, de manera independiente a Leduc, que es posible producir y mantener un gradiente de temperatura en ángulo recto con la dirección del flujo de calor en un metal. Actualmente este fenómeno recibe el nombre de efecto Righi-Leduc.
Uno de los pupilos más famosos de Righi fue Guglielmo Marconi, estudiante de su laboratorio en Bolonia.

## Honores
- Recibió un premio de 10 000 liras, entregadas por la Accademia Nazionale dei Lincei.[1]
- en 1882 recibió la medalla Matteucci.
- en 1905 le fue otorgada la Medalla Hughes de la Royal Society of London,[1] por sus investigaciones experimentales en la ciencia eléctrica, incluyendo las vibraciones eléctricas.[3]

Le fue dedicado un asteroide, el 16766 Righi. La escuela científica estatal de Roma lleva su nombre, así como institutos técnico industriales en Nápoles, Chioggia, Cerignola y Taranto, las escuelas científicas de Bolonia y Cesena y un instituto profesional para la industria y la artesanía en Cassino.

## Obras
- Modern theory of physical phenomena, radio-activity, ions, electrons (London, MacMillan, 1904) (traducido por Augustus Trownbridge).
- I Fenomeni elettro-atomici sotto l'azione del magnetismo (Bolonia, N. Zanichelli,1918)
- La Materia radiante e i raggi magnetici (Bolonia, N. Zanichelli, 1910)
- L'Ottica delle oscillazioni elettriche, studio sperimentale sulla produzione di fenomeni analoghi ai principali fenomeni ottici per mezzo delle onde elettromagnetiche (Bolonia, N. Zanichelli, 1897)
- Sulla forza elettromotrice del selenio Studi editi dalla Università di Padova a commemorare l'ottavo centenario della origine della Università di Bologna. Vol. III (Padua: Tip. del Seminario, 1888)
- Sur le phénomène de Zeeman dans le cas général d'un rayon incliné d'une manière quelconque sur la direction de la force magnétique (París, G. Carré et C. Naud, 1900)
- Sur quelques expériences connues considérées au point de vue de la théorie des électrons   (París, 40, rue des Écoles, 1906)